# Fédération des ordres professionnels de juristes du Canada
La Fédération des ordres professionnels de juristes du Canada (anglais : Federation of Law Societies of Canada) est l'organisme national de coordination des 14 ordres professionnels de juristes du Canada.

## Historique
La Conférence des organes directeurs de la profession juridique au Canada, formée en 1927, a été le précurseur de la Fédération. La Fédération a été formée en 1972 pour coordonner les politiques des Barreaux provinciaux et territoriaux.

## Réformes
En 2002, elle a formulé l'Entente nationale sur la mobilité  qui visait à faciliter la mobilité dans pratique du droit entre les différentes provinces.
Le Groupe de travail sur le diplôme de common law de la Fédération a publié son rapport final en 2009. Le rapport recommandait que les barreaux des provinces common law du Canada (toutes les provinces et territoires sauf le Québec) adoptent une exigence nationale minimale pour ceux qui cherchent à entrer dans les programmes d'admission au barreau. Il proposait que les facultés de droit enseignent certaines compétences minimales, un cours d'éthique autonome et possèdent certains minimums institutionnels. Cela a aussi eu un impact sur le Comité national d'accréditation de la Fédération qui permet l'admission d'étudiants formés à l'étranger.

## CanLII
Le droit d'accès à l'information juridique a été affirmé par la Déclaration de Montréal. La Déclaration a été promulguée pour la première fois en 2002 par les instituts d'information juridique du monde. Au Canada, le National Virtual Law Library Group avait présenté une proposition de base de données gratuite à la Fédération des ordres professionnels de juristes du Canada en août 2000. CanLII a été créé à partir de cette initaitve.. CanLII est un organisme à but non lucratif qui offre un accès gratuit à l'information juridique. Il est financé par la Fédération. Le conseil d'administration de CanLII relève de la Fédération. Le rôle de CanLII est de répondre aux intérêts des barreaux provinciaux et territoriaux ainsi qu'aux besoins de la profession juridique et du grand public en matière d'accès gratuit au droit.

## Organismes membres
The FLSC est composé de 14 organisations membres avec un barreau de chaque province et territoire. L'exception est le Québec qui compte deux ordres professionnels juridiques dans la Fédération, un pour les avocats et un pour les notaires.
| Ressort législatif        | Barreau                               | Date de fondation |
| ------------------------- | ------------------------------------- | ----------------- |
| Alberta                   | Barreau de l'Alberta                  | 1907              |
| British Columbia          | Barreau de la Colombie-Britannique    | 1869              |
| Manitoba                  | Barreau du Manitoba                   | 1907              |
| Nouveau-Brunswick         | Barreau du Nouveau-Brunswick          | 1846              |
| Terre-Neuve-et-Labrador   | Barreau de Terre-Neuve-et-Labrador    | 1834              |
| Territoires du Nord-Ouest | Barreau des Territoires du Nord-Ouest | 1978              |
| Nouvelle-Écosse           | Barreau de la Nouvelle-Écosse         | 1825              |
| Nunavut                   | Barreau du Nunavut                    | 1999              |
| Ontario                   | Barreau de l'Ontario                  | 1797              |
| Île-du-Prince-Édouard     | Barreau de l'Île-du-Prince-Édouard    | 1876              |
| Quebec                    | Barreau du Québec                     | 1849              |
| Quebec                    | Chambre des notaires du Québec        | 1870              |
| Saskatchewan              | Barreau de la Saskatchewan            | 1907              |
| Yukon                     | Barreau du Yukon                      | 1971              |